# Prusinów
Prusinów [pronunciación en polaco: /pruˈɕinuf/] (en alemán: Geppertsfeld) es un pueblo ubicado en el distrito administrativo de Gmina Żerków, dentro del Distrito de Jarocin, Voivodato de Gran Polonia, en el oeste de Polonia central. Se encuentra aproximadamente a 10 kilómetros este de Żerków, 16 kilómetros al noreste de Jarocin, y a 67 kilómetros al sureste de la capital regional Poznań.
El pueblo tiene una población de 180 habitantes.